# Prioranteon
Prioranteon is een geslacht van vliesvleugelige insecten van de familie Tangwespen (Dryinidae).

## Soorten
- P. biroi Olmi, 1984
- P. hispanicum Olmi, 1989